# Апчинаев
Апчинаев (хак. Апчинай) — аал в Аскизском районе Хакасии, расположенный на левом берегу р. Абакан, в 15 км от железнодорожной станции Аскиз и в 5 км от железнодорожной станции Бельтыры, на автодороге Абакан — Ак-Довурак. Также в районе Апчинаева берёт начало автодорога до Беи и Саяногорска, соединяющая трассы А161 и Р411 Абакан — Саяногорск.
Расстояние от райцентра — с. Аскиз — 8 км. Число хозяйств — 167, население — 589 чел. (01.01.2003), нац. состав — хакасы (93 %), немцы, русские. Первоначальное название Пілтір аал, в 1920—1930 — с. Бельтыры, в 90-е XX в. — Апчинаев.
В аале находится библиотека (осн. в 1937), церковь (1800).

## Население
| 2002 | 2010 |
| ---- | ---- |
| 521  | ↘472 |